# Súbic
Súbic es un municipio de la provincia de Zambales. Según el censo del año 2000, tiene 63 019 habitantes en 13 881 hogares.

## Barangayes
Súbic se divide en 16 barangayes.
| - Aningway Sacatihan - Población de Asinan - Asinan Proper - Baraca-Camachile (población) - Batiawan - Calapacuan - Calapandayan (población) - Cawag | - Ilwas (población) - Mangan-Vaca - Matain - Naugsol - Pamatawan - San Isidro - Sto. Tomás - Wawandue (población) |